# Тартарух
Тартарух (с греческого — «Хранитель Тартара») — ангел из апокрифических текстов «Апокалипсиса» апостола Петра и «Откровения» апостола Павла.
В «Откровении» Павла Тартарух упоминается, как страж грешных душ: «Да будет предана душа эта ангелу Тартаруху, и да содержится она под стражей до великого Судного Дня».
В «Апокалипсисе» Петра Тартарух представляет собой судью грешников: «И является ангел Тартарух и казнит их с еще большими муками и говорит им: „Теперь каетесь вы, когда нет более времени для покаяния и не осталось уже ничего от жизни“».